# Apterodina bechynei
Apterodina bechynei là một loài bọ cánh cứng trong họ Chrysomelidae. Loài này được Flowers miêu tả khoa học năm 2004.